# Antony (Kornwalia)
Antony – wieś w Anglii, w Kornwalii, położona na półwyspie Rame. Leży 96 km na wschód od miasta Penzance i 316 km na południowy zachód od Londynu. W 2001 miejscowość liczyła 436 mieszkańców.